# 岩松秀純
岩松 秀純（いわまつ ひでずみ）は、江戸時代の旗本（交代寄合格）。

## 生涯
岩松氏は寛永18年（1641年）、それまで名乗っていた新田の名乗りを岩松に改めている。秀純は岩松豊純の長男。正保3年3月12日（1646年4月27日）に父が死去すると家督を継承した。
地元で縁のあった天海僧正の招きにより、寛永14年（1637年）から江戸上野の寛永寺に庇護された。天海は岩松氏を大身で取り立てようと目論んでいたが、なかなかそれは叶わなかった。この間に岩松氏を、高貴な家柄の家系が任じられる高家旗本とする案も検討されたが、大身で取り立てたい天海との折り合いがつかず、話がまとまらないうちに天海は死去してしまい、秀純は後ろ盾を失った。
岩松氏の不遇に同情した下野国壬生藩主の阿部忠秋の推挙という話があるが、寛文3年7月20日（1663年8月22日）、徳川家光13回忌の特赦として岩松氏が新田氏の庶流であることを将軍徳川家綱に認められた。上野国新田郡下田島（現在の群馬県太田市下田島町）に新たに100石を加増されて、それまでの市野井感応寺曲輪（現在の太田市新田市野井町）の屋敷地20石と合わせて計120石となり、下田島長福寺林に屋敷を構えて年ごとに江戸に参府するようになった。同年9月には将軍家綱に初お目見えを果たしている。江戸城での詰所は大名格の柳の間とされ、参勤の際の駕籠も許された、いわゆる交代寄合となった。
延宝4年9月6日（1676年10月13日）に57歳で死去。はじめ普門寺に葬られたが、後に長楽寺に改葬された。家督は長男の富純が継いだ。

## 参考資料
- 『寛政重脩諸家譜 第七輯』國民圖書、1923年6月27日。

| スタブアイコン | サブスタブ | この項目は、まだ閲覧者の調べものの参照としては役立たない、人物に関連した書きかけの項目です。この項目を加筆・訂正などしてくださる協力者を求めています（P:人物伝/PJ:人物伝）。 |